# Kostel Božího Těla a svatého Ducha (Slavonice)
Kostel Božího těla je nejstarší stavbou ve Slavonicích, která podle pověsti pochází z doby kolem roku 1280. Původně gotická kaple byla vypálena, následně v roce 1437 opravena a v letech 1478–1491 pozdně goticky upravena. Na konci 18. stol. prošel kostel barokní přestavbou, na začátku 19. stol. obdržel Loretánskou kapli a ve 2. pol. 19. stol. byl stavebně opraven ve stylu novogotickém. Vzhledem tomu, že je kostel zasvěcen nejsvětější svátosti, nese název Božího Těla (německy Frohnleichnamskirche). Hlavní oltář s obrazem Korunování Panny Marie (Maria Krönung) je zasvěcen Duchu svatému, proto je kostel nazýván též kostelem sv. Ducha (německy heil. Geistkirche). Od roku 1958 je kostel kulturní památkou České republiky.

## Historie
Původní gotická kaple byla podle pověsti postavena na místě, kde byla opakovaně nalezena Eucharistie, odcizená z farního kostela Nanebevzetí Panny Marie. Přestože ukradená Eucharistie byla opakovaně vracena do původního kostela, pokaždé se znovu objevovala na původně nalezeném místě, což bylo podnětem pro stavbu kaple na tomto místě.
Okolo roku 1280 vedrali se za bouřlivé zimní noci loupežníci do farního kostela Nanebevzetí Panny Marie ve Slavonicích, vydrancovali ho, a s jinými skvosty ukradli i monstranci s nejsvětější svátostí. Pátrání po zločincích zůstalo marným. Na jaře téhož roku, kdy slavonický pastýř na pahorku, kde nyní stojí kostel Božího Těla, stádo pásl, a rolníci na blízkých polích orali, vzplanulo tam kameniště křovím ukryté ohněm nadobyčejným a tak živým, že i dobytek shlédnuv ho na kolena padl, jakoby se klaněl. Pastýř myslil, že hoří keř a volal: „Hle, sedláče, oheň!“ Podivili se všichni, a přikročivše blíže, co spatřili? Svatou hostii, neporušenou a zářící nebeským leskem!...Následovaly pak tři cesty od tohoto místa do Slavonic a zpět, protože svátost oltářní se vždy vrátila na místo u keře, než si zástup nakonec uvědomil, že si toto místo vyvolil Bůh pro stavbu svatyně.
Karel Eichler: Poutní místa a milostivé obrazy na Moravě a v rakouském Slezsku 
V roce 1296 kapli vysvětil olomoucký biskup Dětřich a udělil jí neplnomocné odpustky, což učinili další biskupové v letech 1297–1415. Za obléhání Slavonic husity v roce 1423 byla kaple zpustošena a vypálena, ale už v roce 1436 na zbylém gotickém obvodovém zdivu a presbytáře obnovena a znovu vysvěcena. Postupem času se dále rozšiřovala a jako dvojlodní poutní kostel Božího těla byla v roce 1491 podruhé slavnostně vysvěcena. Koncem 16. století se kostel stal protestantským a byl zasvěcen sv. Duchu. Od roku 1620 byl zase katolický.

### Barokizaci architektury a mobiliáře
S kultem Božího Těla a s nabývajícím provozem poutního místa souvisela pravděpodobně barokní přestavba kostela, jehož podobu v roce 1729 zachytil malíř Jan Nevídal ze Želetavy (Joannes Nevidal calamo delineavit. Moravich Zeletav) na nejstarší dochované vedutě města Slavonic. Přistavěnou severní loď s novým hlavním oltářem Korunování Panny Marie a dvěma postranními oltáři (Panny Marie Sněžné a sv. Kříže s Božím hrobem) vysvětil v roce 1677 olomoucký biskup, přičemž jsou doloženy i nadace pro místa nových kaplanů. Barokizace se promítla i do interiéru a mobiliáře.

### Odvrácení zrušení poutního kostela
V roce 1783 byl kostel na základě josefínských reforem uzavřen. Stejně jako u mnohých v té době zrušených kostelů a klášterů došlo ke zničení a ztrátě mnohého mobiliáře a votivních obrazů. Cenné předměty musely být odevzdány. Na přímluvu drnholeckého faráře Josefa Grosse († 2. února 1822), od roku 1800 pak slavonického faráře, u císaře Josefa II. byl kostel svému účelu zachován a to po podmínkou, že veškeré náklady s provozem a opravami převezme město Slavonice. Z tohoto slavného poutního období se v té době zachovaly úplnou náhodou jen dva votivní obrazy, jeden z roku 1753 a druhý z roku 1761, jelikož rodina tehdejšího fundátora obou obrazů v té době ještě žila a odvezla si je domů (Fuchsmühle/Fuchsův mlýn). Oba se pak po sto letech vrátily do kostela. Za faráře Grosse bylo také uspořádáno první procesí, jehož se účastnil prelát z kláštera v Klosterneuburku Gaudentius Andreas Dunkler (* 21. listopad 1746 Písečné) a druhý z kláštera v Nové Říši.

### Bývalá poustevna
Od 15. stol. stávala u kostela poustevna, obývaná až do 22. listopadu 1778, kdy zemřel ve věku 75 let Leopold Mendig, poslední zde žijící mnich Třetího řádu sv. Františka. Mendig byl zámožným slavonickým rodákem a majitelem domu ve Špitální ulici. Dům přenechal svým dvěma sestrám a odstěhoval se do poustevny, kde žil zbožným životem, udržoval okolní zahradu, věnoval se opravám soch a vyučoval děti z nedalekých mlýnů. Po jeho smrti byla poustevna využívána jako obydlí světského kostelníka. V roce 1913 pobývala krátce v bývalé poustevně komunita karmelitek, která nakonec v roce 1914 přesídlila do nově založeného kláštera v Nové Bystřici. V roce 1926 vystřídal kostelník Wilhelm Wimmer svého předchůdce Karla Fritze. V současné době slouží poustevna privátním rekreačním účelům.

### Kaple Dobrá voda
Nedaleko kostela se nachází studánka, z které poustevníci čerpali vodu pro svou potřebu, proto ji také německé obyvatelstvo nazývalo „Einsiedlerbrunn či Einsiedlerbründl“/Poustevnická studna či studánka. Od roku 1770 stála nad touto studánkou zčásti dřevěná a zčásti zděná kaple, vysvěcená děkanem Ignatzem Pramlagerem za asistence Johanna Fröschla a Josefa Grosse. V roce 1865 byla přestavěna na celozděnou a následně místními dobrodinci rekonstruována v roce 1879 a 1926. Voda ve studánce má obsahovat kysličník železitý, proto se tradovalo, že poutníky nejen posilovala, ale podle pověstí i své prosebníky uzdravovala. V současné době nese český název „Kaple Dobrá voda“ a lze zde spatřit náhrobek poustevníka Leopolda Mendiga, který dříve stával u hlavního vchodu kostela.

### Loretánská kaple
V létě roku 1820 byla vedle kostela dokončena stavba Loretánské kaple, která patří mezi poslední Loretánské kaple zbudované v českých zemích. Po požáru kláštera bosých augustiniánů ve Vratěníně v roce 1817 bylo vybavení klášterní loretánské kaple nejprve uschováno v soukromí jednoho domu ve Vratěníně. Z iniciativy slavonického faráře Josefa Grosse si slavoničtí farníci z Vratěnína vyprosili sochu Panny Marie Loretánské včetně oltáře. Dne 8. října 1820 se konalo za obrovské účasti vratěnínského obyvatelstva slavnostní převezení do Slavonic do farního kostela. Po instalaci loretánského oltáře v dokončené kapli při chrámu Božího Těla se konalo její slavnostní vysvěcení. Od té doby se konala (obdobně jako v Loretě v Itálii) i zde 10. prosince velká mariánská slavnost.

### Regotizace od 2. pol. 19. století
Generální oprava kostela proběhla v roce 1870. Finančně na ni významně přispěli Jejich Veličenstva císařovna Marie Anna Savojská a Karolina Augusta Bavorská; Josef Schum, farář a probošt z Opavy/Troppau; hraběcí rodina z Rolsbergu z Opavy/Troppau a mnozí další. Paramenta obdržel kostel od několika dalších donátorů, jako například od sester salesiánek a voršilek z Vídně, karmelitánek z Lince, spolku „Verein der ewigen Anbetung“ z Brna či od paní Leopoldine Österreicher ze Slavonic. Z výtěžku Krejcarového spolku (Kreuzerverein), který kdysi při kostele Božího Těla založil poustevník Johann Kraus, mnich 3. řádu sv. Františka, byla opravena kazatelna, vylepšen Milostný oltář a kompletně opravena Loretánská kaple.
O deset let později se zde v roce 1880 za přítomnosti brněnského biskupa Karla Nöttiga slavilo šestisté výročí jeho založení. Město Slavonice nechalo v té době k plánovanému výročí nově osázet okolí kostela stromy a zřídilo k němu polní cestu se stromořadím.
Dne 1. června 1905 byla instalována dvě nová mozaiková okna od vídeňské firmy „Franz Götzer, Glasmalerei und Mosaikanstalt, Schulgasse Wien“, jedno z nich daroval kostelu olomoucký prelát Max von Mayer-Ahrdorff (Maximilian Mayer von Wallerstain und Ahrdorff), další dvě, taktéž od vídeňské firmy Franz Götzer, následovala v roce 1914: okno Poslední večeře, jež zaplatila rodina Harzhauser, a okno Mše svatá od dobrodince Heinricha Appela.
Do kostela směřovaly každoročně davy poutníků, z toho důvodu se německá kázání odehrávala v kostele a česká venku na kamenné kazatelně. Ve druhé polovině 19. století se v kostele odehrávaly dvě hlavní pouti: o šesté neděli po Velikonocích „Slavnost Nalezení Svaté Hostie/Fest der wunderbaren Auffindung der heil. Hostie“; devatenáctou neděli po sv. Duchu „Svátek posvěcení chrámu/Gedächtnistag der Einweihung“. Procesí přicházela zejména z Moravy, Čech a Dolních Rakous.
V roce 1917 proběhlo zrekvírování 1 zvonu o váze 98 kg a průměru 56 cm s vyobrazením monstrance a nápisem „Goss Nicolaus Joh. Georg Bartl, Znaim 1731“/ Ulil Nicolaus Joh. Georg Bartl, Znojmo 1731. Následně nechalo město jeden zvon z městské věže přenést do kostela Božího Těla a druhý zvon z kostela Božího Těla byl zavěšen do městské věže.

### Rekonstrukce 1918–1945
Ke stoletému jubileu byla 13. května 1920 nad vchodem Loretánské kaple odhalena pamětní mramorová deska s nápisem: 1820—1920. Kostelník od Božího Těla Karl Fritz odešel po 36 letech svého působení do městského špitálu a na jeho místo nastoupil 13. dubna 1926 Wilhelm Wimmer. Dne 16. dubna 1926 následovalo navrácení kostelních zvonů na svá původní místa. Zvon z městské věže s vyobrazením monstrance a nápisem „Mich goss Nic. Joh. Bartl, Znaim a. 1731“ byl opět zavěšen v kostele Božího Těla a zvon s nápisem „Mich goss Jo. Georg Scheichel in Znaim a. 1760“ z kostela Božího Těla tak mohl být navrácen do hřbitovní kaple. Téhož roku na podzim opravoval tesař Franz Neusser a pokrývač Franz Allram věž kostela, do které byl vložen pamětní list. Během opravných prací na Poustevnické kapličce (Einsiedelbrunnen) byl na zadní straně obrazu objeven nápis, který prozrazoval, že donátorkou výstavby byla panna Elisabeth Fiselin a 16. září 1770 ji děkan Ignatz Pramlager vysvětil za asistence Johanna Fröschla a Josefa Grosse.
V roce 1927 pokračovaly opravy interiéru: okenních výklenků, lavic, oltářů, dveří (Kreuzerverein). Na severní straně kostela byl instalován nápis na památku stavebního rozšíření kostela dne 16. července 1677. Během restauračních prací se podařilo na zadní straně Milostného oltáře (Gnadenaltar) odkrýt nápis, že oltář vyrobil v roce 1780 sochař Josef Hofmüller. Oltář sv. Floriána darovalo kostelu v roce 1730 město Slavonice a nesl proto městský znak. Dalším objevem toho roku se staly na východní a jižní straně kostela sluneční hodiny, přičemž na Loretánské kapli se je podařilo zrestaurovat, druhé na východní straně jen částečně. Na oltářním obraze sv. Aloise bylo objeveno jméno malíře Jakoba Pischela s datací r. 1773.

## Architektonický popis
Klenbu kaple z roku 1280 nesly oblé přípory a stěny členily zalamované římsy.
Hlavní nadstavěné dvojlodí z roku 1478 je zaklenuto pozdně gotickými klenbami za pomoci osmibokých pilířů. Ve dvou středových polích se objevuje pozdně gotická hvězdová klenba. V krajních polích se nachází křížová klenba s tenkými žebry, které vybíhají přímo z pilířů a zdí.
Severní boční loď se do původního dvojlodí otevírá třemi arkádami a vloženou galerií, jež je prolomena dvěma půlkruhovými oblouky. Tento raně barokní trakt je zaklenutý valenou klenbou s výsečemi. Nad okny s půlkruhovými záklenky lze spatřit části původních zaslepených oken. Presbytář a jižní stěnu kostela prolamují hrotitá okna. Kruchta vyložená na krakorcích se nachází na západní straně dvojlodí, kde jsou umístěny varhany z roku 1918. Mobiliář pochází z větší části z 2. pol. 19. století. Galerie je v patře vyzdobena obrazy a uchovanými listinami.
Vnějšek kostela je členěn vysokými odstupňovanými opěráky. Západní portál je sedlový, profilovaný pozdně gotický, postavený někdy kolem roku 1500. Jižní stranu kostela zdobí mozaika svatého Kryštofa a sluneční hodiny. Na líci kvádru východního opěrného pilíře lze spatřit fragment slunečních hodin a nad vchodem čelní zdi severní přístavby fragment malby Panny Marie.

### Mozaika sv. Kryštofa
Jižní vnější stěnu kostela zdobila nejprve freska, která byla v roce 1934 nahrazena skleněnou mozaikou svatého Kryštofa z dílny vídeňské firmy „Franz Götzer, Glasmalerei und Mosaikanstalt, Schulgasse Wien“. Autorem návrhu mozaiky z roku 1933 byl Leopold Forstner. Dílo je 4,5 m vysoké a 1,5 m široké. Mozaika je umístěna 2,6 m nad zemí. Mozaika představuje světce, který nese na pravém rameni Krista, v levé ruce drží větev s listy. Kristus na rameni světce drží královské jablko. Dílo je provedeno v barevných ploškách. Jedná se o štípané skleněné kostky o přibližné velikosti 1,5 × 1 cm. Pojivo mezi kostkami je šedé. Pod mozaikou je pole s nápisem St. Christophorus a datací 1933. Mozaika je dlouhodobě u spodního okraje zčásti poškozená.
- Okno s půlkruhovým záklenkem
- Hrotité okno s mozaikou
- Torzo malby Panny Marie
- Sluneční hodiny
- Torzo slunečních hodin

## Mobiliář
Vedle Loretánské kaple s Božím hrobem při jižní stěně kostela lze spatřit dalších 10 oltářů: 1. Hlavní oltář (Marienkrönung), 2. Milostný oltář (Gnadenaltar), 3. oltář sv. Jana Nepomuckého (Altar des heil. Johann von Nepomuk), 4. oltář Bolestné Matky Boží (Altar der schmerzhaften Mutter Gottes), 5. oltář sv. Floriána a sv. Filomény (Altar des heil. Florian und der heil. Philomena), 6. oltář Naší milé Paní z Lurd (Altar unserer Lieben Frau von Lourdes), 7. oltář Naší milé Paní Nejsvětějšího Srdce Ježíšova (Altar unserer Lieben Frau vom Heiligsten Herzen Jesu), 8. oltář sv. Kříže a Boží hrob (Altar des heiligen Kreuzes und Grab Gottes), 9. oltář Nebeské královny (Altar Maria Königin), 10. oltář Panny Marie Sněžné (Altar Maria Schnee).

### Hlavní oltář

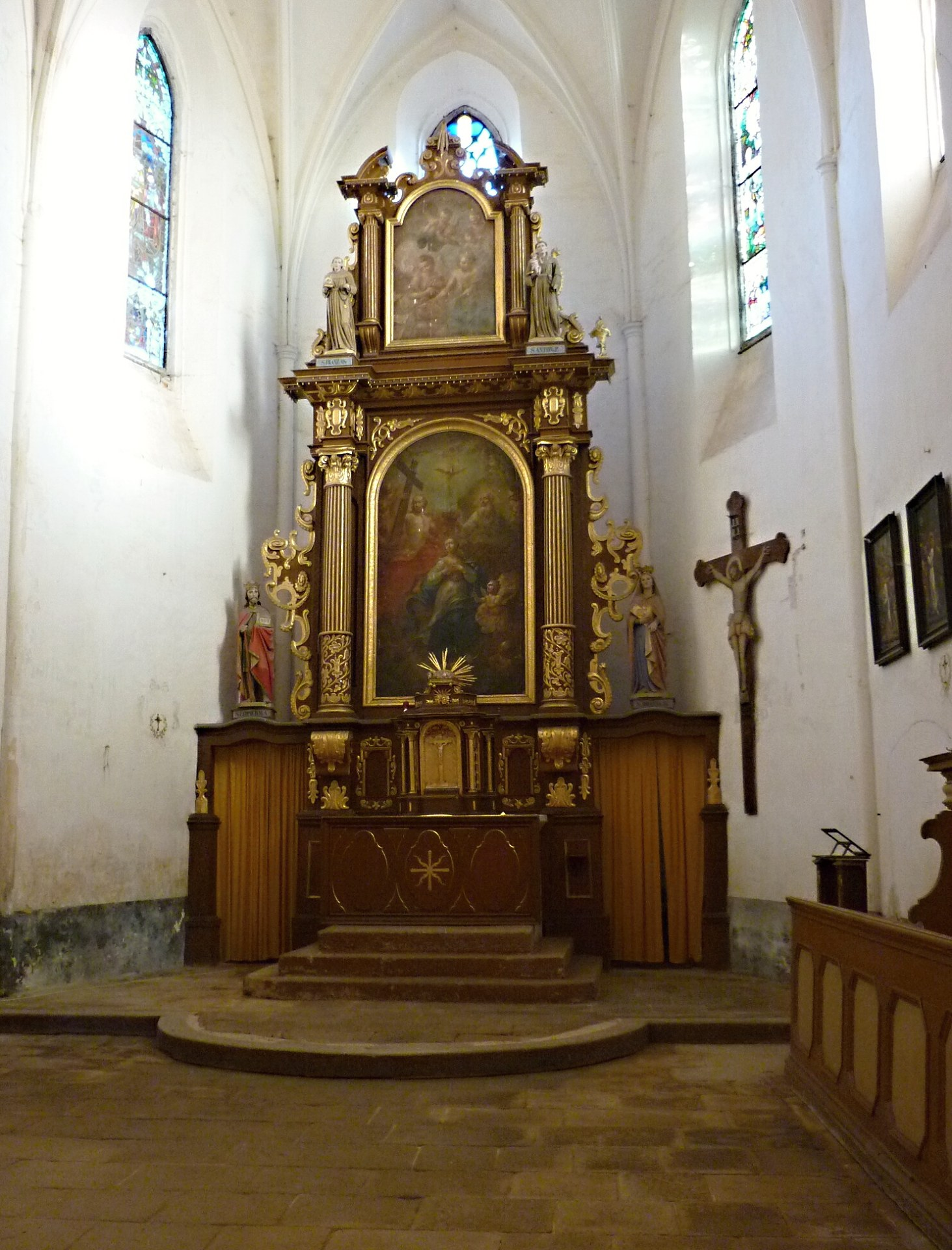
Hlavní oltář Korunování Panny Marie

Hlavní raně barokní oltář z počátku 2. poloviny 17. století je zasvěcen Korunování Panny Marie. Velkým nákladem jej nechaly zrekonstruovat Leopoldine Österreicher a její matka Johanna Schulz. Oltář opatřily ručně malovanými sochami: svatého Јana Nepomuckého a svatého Leopolda (dole), Františka z Assisi a Antonína z Padovy (nahoře), dále pak deseti kovovými svícny, velkou lampou, polštáři a mešním nádobím. V roce 1877 nechala Leopoldine Österreicher také postavit kamenný kříž před kostelem a opravit křížovou cestu ke kostelu. Oltářní obraz zobrazuje Korunování Panny Marie Nejsvětější Trojicí. Na oltářní mense zůstala zachována zlacená sloupová architektura o dvou kanelových sloupech s kompozitními hlavicemi. Mezi oltářní obraz a menzu je vložen otočný svatostánek.

### Milostný oltář

Milostný oltář

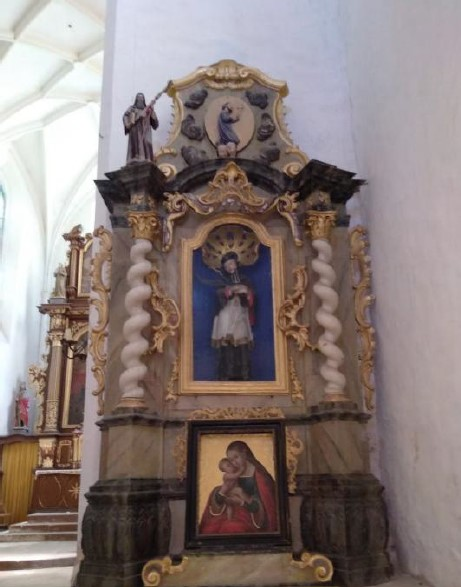
Oltář sv. Jana Nepomuckého

Milostný oltář od sochaře Josefa Hofmüllera z roku 1780 s pozdní gotickou menzou stával dříve uprostřed chrámu nad kameništěm, v němž byla nalezena r. 1280 svatá hostie. V roce 1864 nechal slavonický měšťan a mistr barvířský Michael Grill oltář opravit vídeňským mistrem. Krejcarový spolek při kostele zaplatil ze sbírek další dekorace a salesiánské sestry z Vídně nechaly zhotovit oba relikviáře. Velkou lampu před oltářem darovala slečna Karoline Wittek, dcera ministerského tajemníka z Vídně, v roce 1877 pak přikoupila na umělecké výstavě v Mnichově dalších šest svícnů. Opětovně byl oltář restaurován v roce 1927, kdy také došlo k objevení datace a autora obrazu.

### Oltář svatého Jana Nepomuckého
Oltář svatého Jana Nepomuckého, po levé straně Milostného oltáře, byl v roce 1870 renovován nákladem slavonického obchodníka Johanna Sprinzla a jeho manželky Antonie, rozené Schulzové. Manželé ho nechali nově osadit sochami moravských zemských patronů Cyrila a Metoděje a obrazem sv. Sarkandera. Samotná socha Jana Nepomuckého je umístěna do zasklené skříně uprostřed oltáře. Ze soch Cyrila a Metoděje se zachovala pouze jedna.

### Oltář Bolestné Matky Boží
V blízkosti sakristie v čele vedlejší lodi stojí oltář Bolestné Matky Boží, který byl v roce 1870 renovován nákladem rodiny Jochamových. Ve vitríně oltáře lze spatřit sochy mrtvého Krista a Panny Marie, zdobený sochou Boha Otce, po stranách sochami svatého Kryštofa a svatého Jana Nepomuckého. V roce 1896 dala Anna Harzhauserová oltáři kámen s ostatky sv. Feliciána.

### Oltář sv. Floriána a sv. Filomény
Oltář sv. Floriána a sv. Filomény je dalším oltářem s obrazem uctívané Panny Marie, Matky dobré rady (Mutter vom guten Rat). Oltář nechala zrenovovat tehdejší majitelka Fuchsova mlýna Františka Seilerová, rozená Gottfriedová, přičemž socha svaté Filomény spočívá ve skleněném sarkofágu a ve stejné poloze jako socha mučednice v italském Mugnanu (Santuario di Santa Filomena di Mugnano del Cardinale).

### Oltář Lurdské Matky Boží
Na počest oslav 600. jubilea kostela byla v Paříži ve známém ateliéru „La Maison Raffl“ (od roku 1913 pod názvem „La Statue Religieuse“), zabývajícím se výrobou a prodejem náboženských soch a mobiliářem, zakoupena socha Panny Marie Lurdské. Pro sochu v životní velikosti byl v boční lodi upraven oltář. Panna Marie stojí v jeskyni v bílých šatech přepásaných v pase modrou šerpou a její sepjaté ruce k modlitbě svírají růženec. Jedná se o odlitek korunované Panny Marie Lurdské od Ignáce Raffla, jež vytvořil v roce 1871 pro svatyni Panny Marie Lurdské. Nad oltářem se vznáší ve stuze nápis AVE MARIA. Sochu tehdy vysvětil na Svatodušní pondělí novoříšský opat Antonín Hauber.
Donátoři sochy Panny Marie Lurdské: Josef Schum, farář a probošt z Opavy/Troppau; Emanuel Paletz, farář a děkan z Vídně-Hütteldorfu; Martin Rausch, c. k. kapitán z Prešpurku s manželkou; slečny a paní Leopoldine Ősterreicher, Anna Maria Sprinzl, Antonia Sprinzl, Anna Harzhauser, Antonia Harzhauser, Francisca Plach, Emilie Langsteiner, Antonia Jaksch ze Slavonic, dvě donátorky ze Schönfeldu a další z Prešpurku.

### Oltář Panny Marie, Nejsvětějšího Srdce Ježíšova
Oltář Panny Marie, Nejsvětějšího Srdce Ježíšova (Altar Maria vom heiligsten Herzen Jesu) nechaly vyrobit a mešním nádobím vybavit Anna a Antonia Harzhauserových ze Slavonic k 600. jubileu a je jedním z dalších vyobrazení uctívané Panny Marie v kostele.

### Oltář svatého Kříže a Boží hrob
Dřevěný oltář svatého Kříže a Boží hrob z roku 1677 stával v boční lodi po straně hlavního oltáře a v současnosti ho lze spatřit po levé straně hlavního vchodu do kostela. Oltářní obraz zobrazuje ukřižování Krista. U paty oltáře se nalézal prosklený sarkofág se sochou Ježíše, který je nyní bez skla.

### Oltář Nebeské Královny
Oltář Nebeské Královny nebo také oltář duší v očistci se nachází nad schody do horního ochozu. Pod sochou Panny Marie s anděly je umístěn zamřížovaný obraz pekla.

### Oltář Panny Marie Sněžné
Oltář Panny Marie Sněžné stával v oratoriu vedle hlavního oltáře od roku 1478. Oltářní obraz Bohorodičky s Ježíšem měl být věrnou kopií Panny Marie Sněžné v Římě (Madona Salus populi romani) a snad pocházel z bývalého slavonického ženského kláštera. Od slavonického občana Gabriela Pabische byl oltář obdařen mešní nadací. Tento původní oltářní obraz Panny Marie Sněžné lze v současnosti spatřit ve Slavonicích v kostele svatého Jana Křtitele. Tradičně se u tohoto oltáře místní občané osmý den po svátku Panny Marie Sněžné (5. srpna) při večerní bohoslužbě zasnubovali.

### Loretánská kaple s Černou madonou
Loretánská kaple byla renovována společně s kostelem v roce 1870. Velkou měrou k tomu přispěla paní Francisca Seilerová, rozená Gottfriedová, majitelka Fuchsova mlýna a výtěžek Krejcarového spolku při kostele. Bohatě vyšívané šaty Černé madony byly darem karmelitánek z Lince a stříbrné srdce Anny Wittekové, vdovy po c.k. ministerském sekretáři Karlovi Wittekovi z Vídně. Kaple (Casa santa) je postavena z červených cihel a osvětlena malým oknem ve stropě. Černou (Lauretánskou) madonu ve výklenku odděluje mříž. Pod oltářem lze spatřit obraz Zvěstování Panny Marie.

## Galerie
- Vstupní portál
- Kříž u kostela Božího Těla
- Klenba ve dvojlodí
- Mozaikové okno firmy Götzer
- Boční severní loď